# الأسرة المصرية الخامسة عشر
الأسرة الخامسة عشرة، هي سلالة أجنبية حكمت مصر القديمة. أسسها ساليتيس، وهو أحد الهكسوس القادمين من غرب آسيا، الذين غزوا البلاد وسيطروا على مصر السفلى. وغالبًا ما تُجمع الأسر الخامسة عشرة والسادسة عشرة والسابعة عشرة تحت مسمى "عصر الانتقال الثاني". وتعود فترة حكم الأسرة الخامسة عشرة تقريبًا إلى ما بين عامي 1650 و1550 قبل الميلاد.

## تاريخ
يُقال إن ملوك الأسرة الخامسة عشرة كانوا من الكنعانيين. وقد أشار الفرعون كاموس إلى أفرع، أحد ملوك هذه الأسرة، بوصفه "زعيم رتنوا (أي كنعان)".شكّل ملوك الأسرة الخامسة عشرة "المملكة الآسيوية الثانية في الدلتا"، والتي يُحتمل أن تكون قد امتدت لتشمل كنعان نفسها، رغم أن السجل الأثري المتعلق بذلك محدود. يُعتقد أن هذه الأسرة استمرت لمدة تقارب 108 سنوات.
أول ملوك هذه الأسرة والذي وُصف أيضًا بأنه من الهكسوس (ḥḳꜣw-ḫꜣswt، أي "راعٍ" بحسب أفريقيانوس)، قد قاد قومه إلى احتلال منطقة دلتا النيل وأقام عاصمته في أفاريس. وقد أدت هذه الأحداث إلى إنهاء حكم الأسرة الرابعة عشرة في مصر. ومع ذلك، لا توجد أدلة على حدوث صراع مسلح في تلك الفترة، ومن الممكن أن استقرار الجماعات الكنعانية حدث بشكل سلمي نتيجة الفراغ السياسي الذي خلّفه انهيار الأسرة الرابعة عشرة. غير أن العلاقات اللاحقة مع الكيانات المصرية تميزت بالصراع العنيف.

### الهوية
أطلق المصريون على سكان أفاريس في دلتا النيل اسم "عامو"، وهو المصطلح ذاته الذي كان يُستخدم للدلالة على سكان سوريا وبلاد الشام، أو أعداء رمسيس الثاني في معركة قادش. وغالبًا ما يُترجم هذا المصطلح من قبل علماء المصريات إلى "الآسيويون الغربيون".
استخدم مصطلح "هكسوس" تقليديًا للإشارة إلى زعماء أجانب، وبشكل أكثر تحديدًا إلى "حكام الآسيويين"، وذلك حتى قبل ظهور الأسرة الخامسة عشرة واستمر استخدامه بعدها. لم يكن هذا المصطلح لقبًا رسميًا لحكام الأسرة الخامسة عشرة، ولا يظهر مقترنًا بالألقاب الملكية إلا في حالة نادرة واحدة وُجدت في نقش من تل الضبعة يشير إلى ملك غير معروف ويصفه بأنه من الهكسوس. لذا، يُفهم أن "هكسوس" كان مصطلحًا عامًا لا يُدمج عادة مع الألقاب الملكية، بل يظهر في قوائم الحكم بعد نهاية الأسرة الخامسة عشرة نفسها. في حالة أخرى، يُعتقد أن الملك خيان استخدم لقب "هكسوس" في بداية عهده، ثم تخلّى عنه لاحقًا لصالح الألقاب الملكية المصرية التقليدية بعد سيطرته على كامل مصر. ومن المعروف أن أول أربعة ملوك فقط من الأسرة الخامسة عشرة استخدموا تسمية "هكسوس"، بينما أصبحت الألقاب الملكية بعدهم ذات طابع مصري بالكامل.

## ملوك الأسرة الخامسة عشر
| الاسم                            | الصورة | التواريخ والملاحظات |
| -------------------------------- | ------ | --- |
| سالتيس (Salitis)                 | –      | ذُكر في كتابات مانيتون كأول ملوك الأسرة الخامسة عشرة، لكنه غير معروف أثرياً حتى الآن. نُسبت إليه فترة حكم تقارب 19 عامًا حسب اقتباس يوسيفوس.              |
| سمقن (Semqen)                    | –      | ورد اسمه في قائمة ملوك تورين. وفقًا لكيم ريهولت، يُحتمل أنه كان من أوائل ملوك الهكسوس وربما أولهم. أما فون بيكيرات فيصنفه ضمن ملوك الأسرة السادسة عشرة. |
| أبرنات (Aperanat)                | –      | ورد اسمه أيضًا في قائمة تورين، ويرجّح ريهولت أنه ثاني ملوك الهكسوس، بينما ينسبه فون بيكيرات كذلك إلى الأسرة السادسة عشرة.                               |
| خيان (Khyan)                     | –      | حَكم لأكثر من 10 سنوات. عُرف من خلال العديد من الأختام والنقوش التي عُثر عليها في مصر وخارجها، ما يدل على امتداد نفوذه.                                  |
| ياناسي (Yanassi)                 | –      | الابن الأكبر للملك خيان. يُرجح أن اسمه هو أصل الإشارة إلى ملك يُدعى "ياناس" في كتابات مانيتون، لكن لا توجد دلائل أثرية تؤكد تولّيه الحكم.                |
| ساقر-حر (Sakir-Har)              | –      | وُثق اسمه في نقش على عتبة باب في أفاريس، وذُكر فيه بلقب "ملك الهكسوس". الترتيب الزمني لحكمه غير مؤكد.                                                   |
| أبيبي / أپوفيس (Apepi / Apophis) | –      | حوالي 1590 – 1550 قبل الميلاد. يُعد من أبرز ملوك الهكسوس وأكثرهم نفوذًا، إذ امتد حكمه لأكثر من 40 سنة. من ألقابه: "نب‌خپس‌رع" و"عاوس‌رع".                  |
| خامودي (Khamudi)                 | –      | حوالي 1550 – 1540 قبل الميلاد. آخر ملوك الأسرة الخامسة عشرة، وقد انتهى حكمه مع صعود أحمس الأول وتوحيد مصر تحت حكم الأسرة الثامنة عشرة.                |

## معرض صور

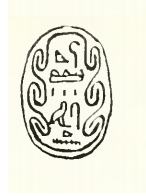
رسم يمثل ختم الملك سمقن . تشير الرموز في أعلاه إلى "الهكسوس"
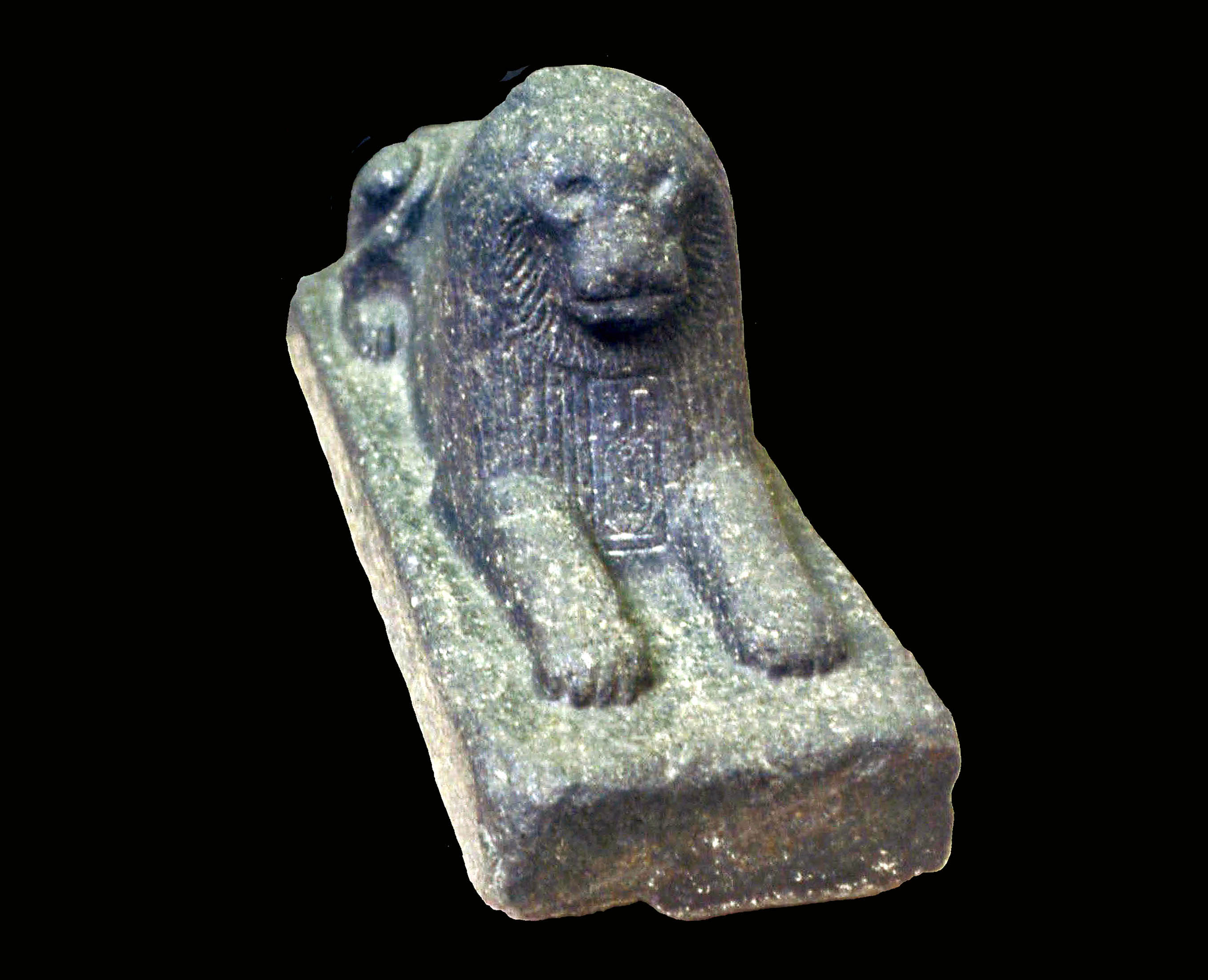
أسد نقش عليه خرطوش خيان ، عثر عليه في بغداد ، مما يوحي بوجود علاقات مع بابل. المتحف البريطاني
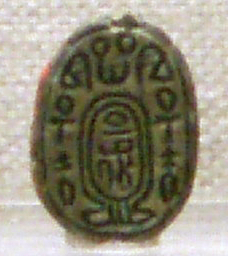
ختم يحمل اسم فرعون الهكسوس أبوفيس. مصنوع من الحجر الصخري . متحف الفنون الجميلة في بوسطن.
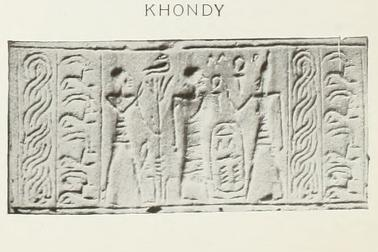
ختم أسطواني به خرطوش كتب عليه اسم الفرعون "خامودي".
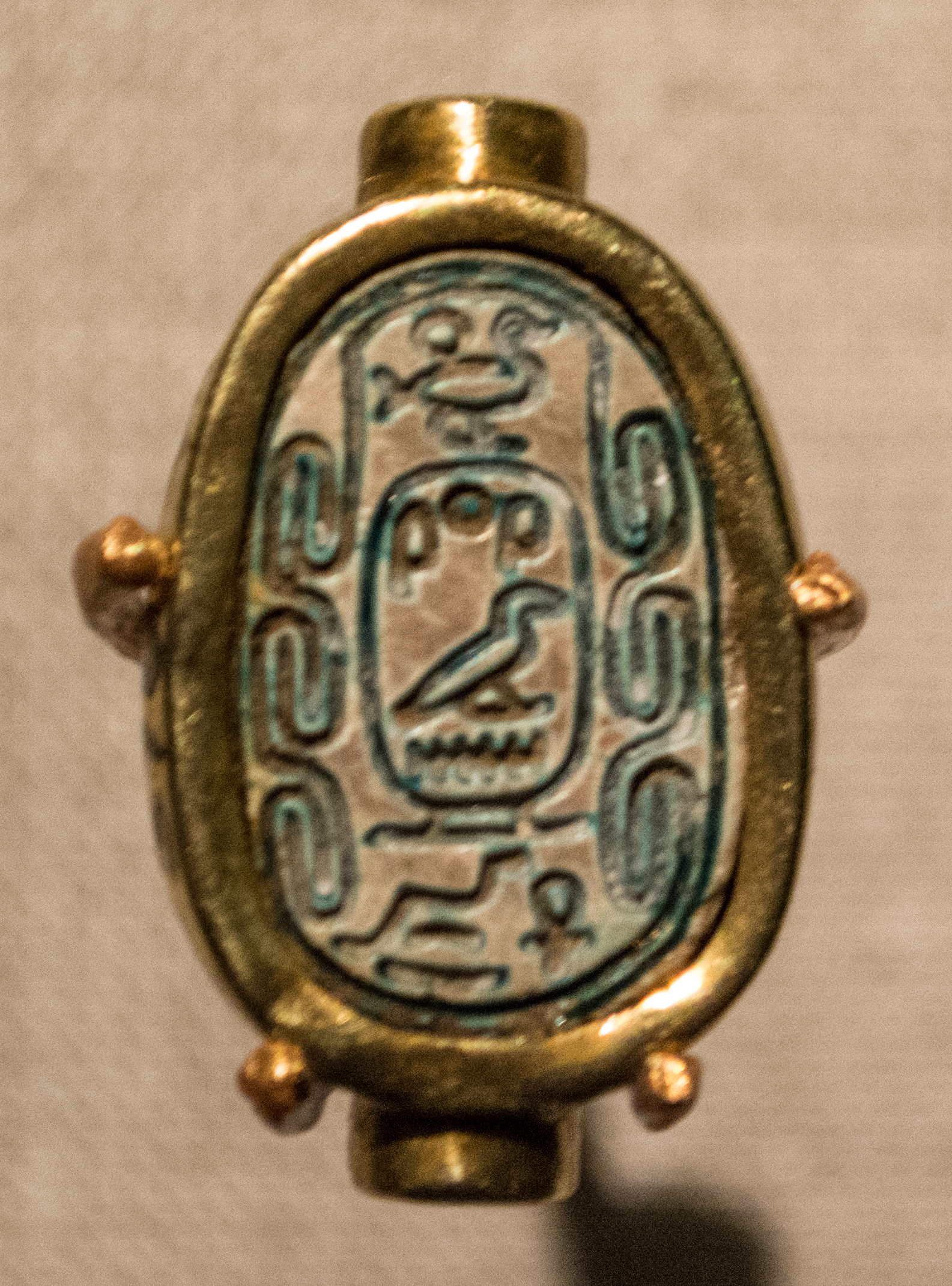
ختم باللون الأزرق في قالب ذهبي للملك خيان نقش عليه : - "ابن رع ، خيان ، الحي إلى الأبد!"